# Choreutis aegyptiaca
Choreutis aegyptiaca là một loài bướm đêm thuộc họ Choreutidae. Loài này có ở Ấn Độ, Nepal, Israel, Ả Rập Xê Út, the Các Tiểu Vương quốc Ả Rập Thống nhất, Yemen, Ai Cập, Uganda, Namibia và Nam Phi.
Ấu trùng được ghi nhận ăn các loài Ficus sycomorus, Ficus infectoria, Ficus glomerata và Ficus benghalensis.